# Sundancer
Sundancer – prototypowy moduł załogowej stacji kosmicznej projektowany przez prywatną firmę Bigelow Aerospace.
Wyniesienie Sundancera na orbitę za pomocą rakiety nośnej Falcon 9 początkowo planowane było na rok 2010, lecz ciągle ulegało opóźnieniom. W 2010 mówiono już o 2014 r. Po umieszczeniu na orbicie przez pierwszych 6–9 miesięcy miały odbywać się testy, po czym odbyłby się pierwszy załogowy lot do stacji. Po pomyślnych testach Sundancer miał stanowić zalążek pierwszej komercyjnej stacji orbitalnej przeznaczonej przede wszystkim dla turystyki kosmicznej. W latach następnych miały zostać wyniesione dwa pełnowymiarowe moduły BA 330, które po zadokowaniu do modułu centralnego, wcześniej połączonego z Sundancerem, miały stanowić kompleks orbitalny. W 2005 r. przewidywano, że koszt tygodniowego pobytu turystycznego na stacji będzie wynosił 7,9 mln USD.
W 2011 r. budowa modułu Sundancer została anulowana, a podstawowym modułem stacji ma być BA 330. Według obecnych założeń stacja będzie składała się z trzech takich modułów.
Ponieważ do tej pory nie istniał żaden komercyjny system transportu ludzi na orbitę, Bigelow Aerospace rozpoczęła wspólnie z firmą Boeing prace nad kapsułą załogową CST-100, która będzie transportować ludzi do stacji.
Sundancer miał być wyposażony w systemy podtrzymania życia, kontroli wysokości orbity oraz manewrowania. Moduł miał posiadać trzy okna widokowe. Podobnie jak prototypowe modele Genesis I i Genesis II, miał zostać wyniesiony w złożonej postaci, i dopiero po osiągnięciu orbity i napełnieniu powietrzem przybrać pełne rozmiary. Parametry modułu Sundancer na orbicie:
| Parametry           | Wartość   |
| ------------------- | --------- |
| Załoga              | 3 osoby   |
| Masa                | 8618,4 kg |
| Długość             | 8,7 m     |
| Średnica            | 6,3 m     |
| Objętość mieszkalna | 180 m³    |
| Wysokość orbity     | 463 km    |
| Nachylenie orbity   | 40°       |

Sundancer miał zostać wyposażony w system silników służących do wyniesienia go na wyższą orbitę, a po zakończeniu testów do jej obniżenia celem udostępnienia dla pojazdów załogowych.